# Kostel svatého Jakuba Většího (Železný Brod)
Děkanský kostel svatého Jakuba Většího v Železném Brodě je barokní sakrální stavbou z 18. století stojící mírném návrší nad řekou Jizerou ve farním areálu (skládající se z vlastního kostela, roubené zvonice a v roce 1765 zrušeného hřbitova), na okraji historické čtvrti Trávníky. Je chráněn společně s farou jako kulturní památka České republiky.

## Historie
Původní kostel pochází nejpozději ze 14. století. Od té doby byl však několikrát přestavěn. V roce 1643 za třicetileté války kdy Železný Brod vypálili Švédové, byl kostel silně poškozen. Poté byl nově postaven, zčásti jako kamenný. V roce 1762 byl rozšířen pravděpodobně J.J. Volkertem (stavebníkem byl Karel Josef Des-Fours). V roce 1990 byl v kostele požár, který značně poškodil vnitřní vybavení. Jiný požár postihl v noci z 12. na 13. května 2007 zvonici. Ten znamenal kromě ztráty značné části autentické dřevěné konstrukce, dnes doplněné novými prvky, i zánik nejstaršího zvonu jabloneckého okresu, odlitého roku 1497. Zvonice byla v roce 2008 zrestaurována, avšak nebyla nově vystavěna, takže se nejedná o pouhou repliku, ale o obnovu původní stavby.

## Architektura

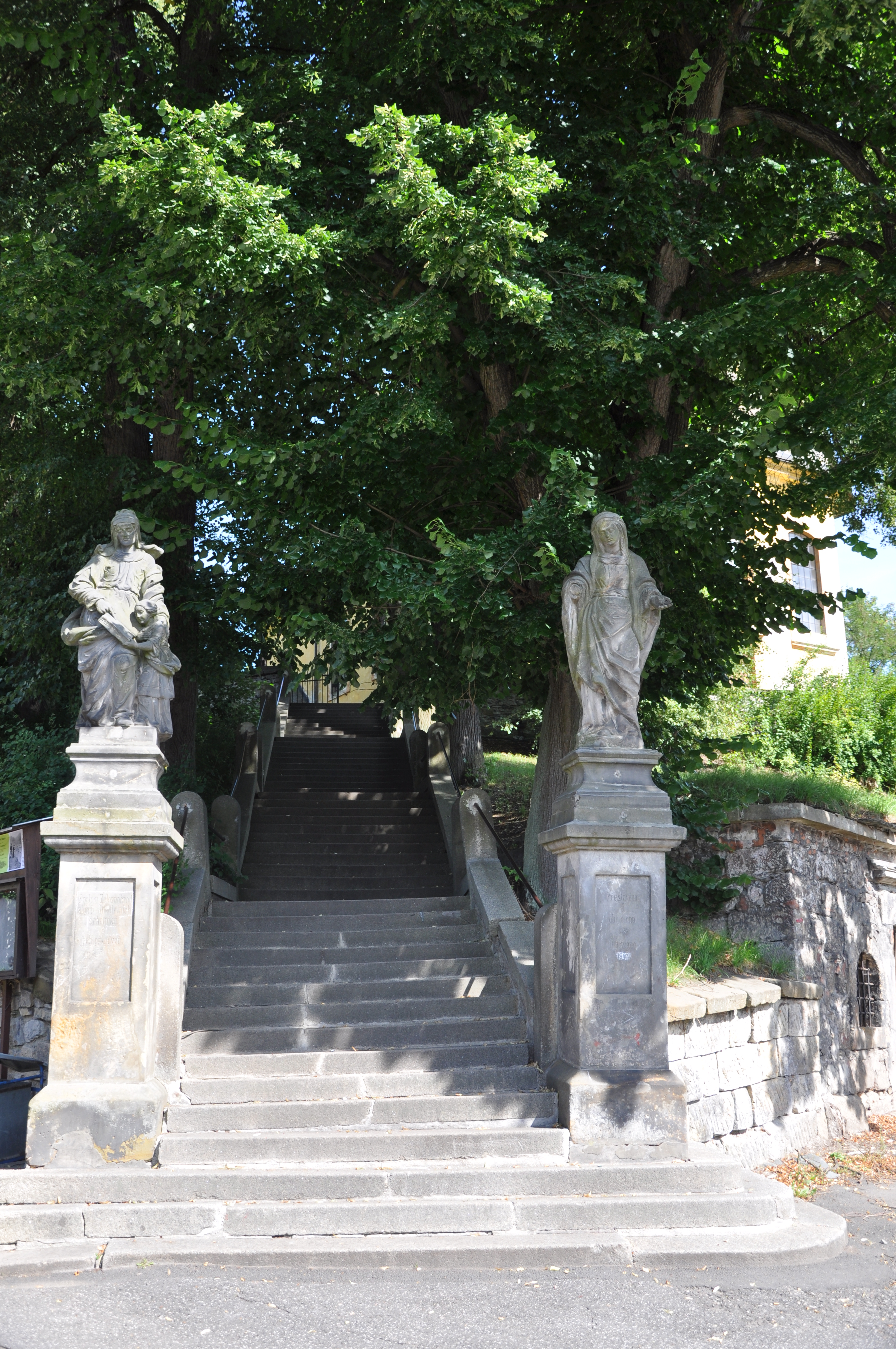
Schodiště vedoucí k železnobrodskému kostelu

### Exteriér
Kostel je jednolodní s půlkruhově uzavřeným presbytářem se sakristií po severní a kaplí po jižní straně. Hlavní průčelí má tři osy a je završeno plochým kamenným trojbokým štítem s kamennou sochou pocházející z období výstavby kostela sv. Josefa v nice. Na hlavním portálem jsou rokokové znaky Karla Josefa Des-Fourse a Karoliny Colonny z Welsu. Před vstupní stranou kostela je schodiště se zábradlím, které je osazeno kamennými sochami sv. Anny, sv. Jana Nepomuckého a Panny Marie z 2. poloviny 18. století, které jsou silně přetesané.

### Interiér
Presbytář má valenou klenbu na pasech, s hranatými výsečemi, v lodi na fabionu. Západní kruchta spočívá na pilířích. Je zděná a zdobená ornamentálními štukaturami.

### Vybavení
Hlavní oltář pochází z let 1932-1933 a byl zhotoven podle návrhu architekta R. Klenky. Je tabernáklový, ze sliveneckého mramoru a skla. Má řezané obrazy na skle podle návrhu Zd. Juny, které provedl J. Dědeček. Socha sv. Jakuba na oltáři pochází od D. Pešana. Tři skleněné závěsy s kovovými reliéfy nad oltářem jsou dílem O. Žáka.
Tři rokokové bočí oltáře s dvojicemi soch světců jsou z období po polovině 18. století. Na rokokové kazatelně se nachází socha sv. Jana Křtitele z roku 1781. Cínová křtitelnice z roku 1761 je zdobená hlavičkami andílků. Na bočním oltáři zasvěceném Panně Marii se nachází gotické dřevěné sousoší Piety zřejmě z období po roku 1420 (restaurováno bylo v roce 1932).

## Okolí

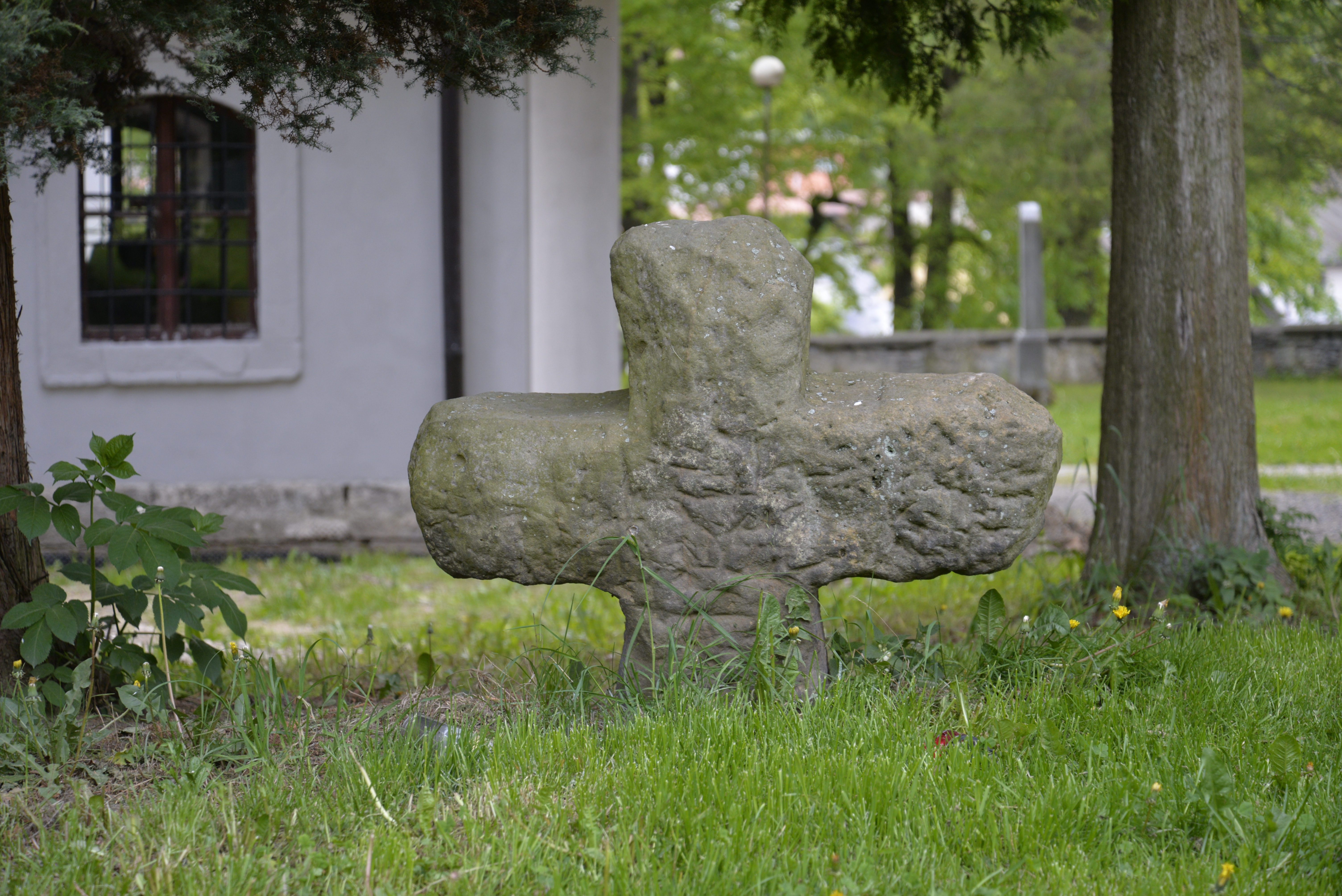
Železnobrodský smírčí kříž

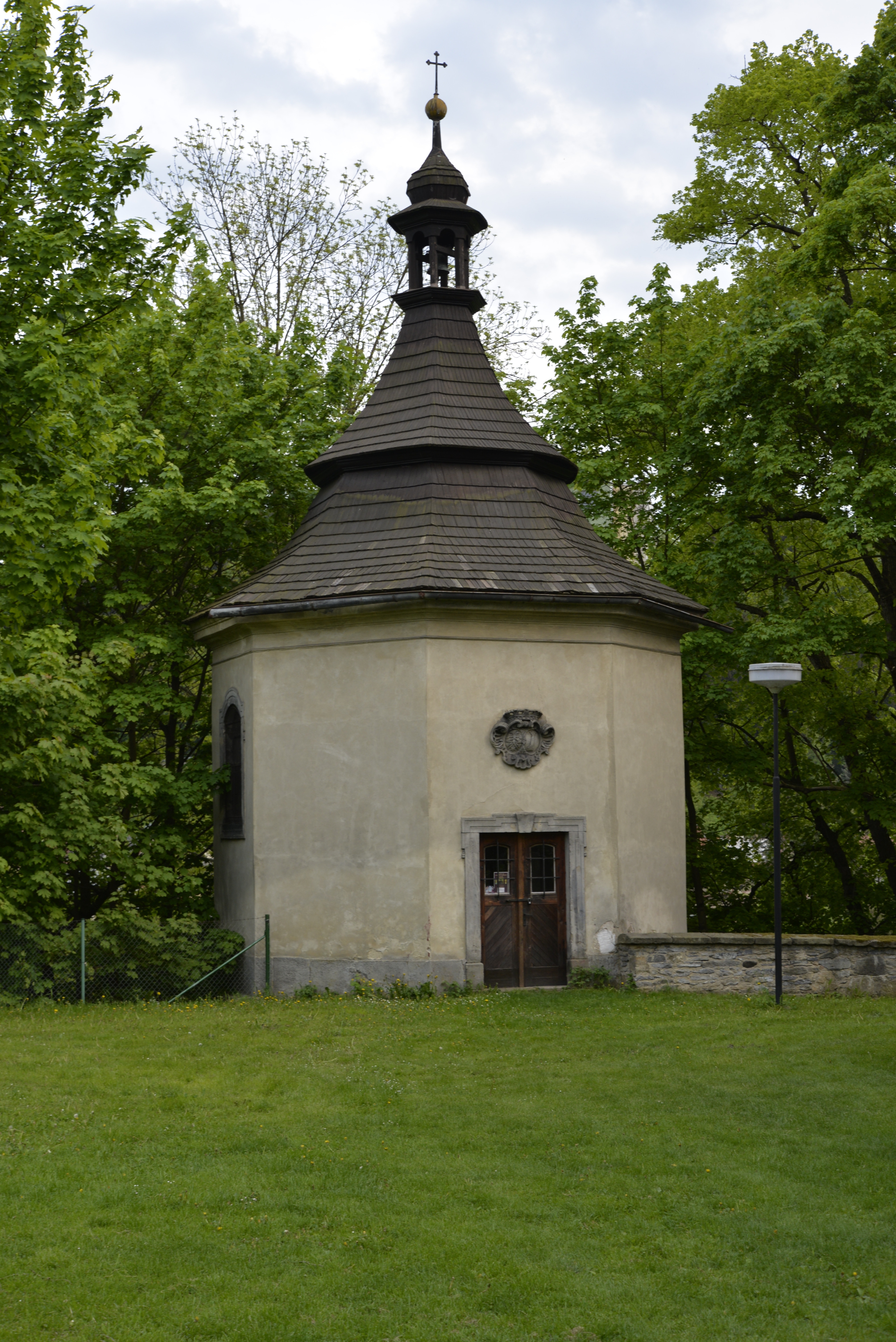
Kostnice ve farním areálu

Na zrušeném hřbitově se nachází smírčí kříž a barokní kostnice z roku 1765, která je centrální stavbou s osmi boky a plochým stropem. Na jejím vchodem se nacházejí znaky stavebníků kostela Dnes slouží bývalá kostnice jako pravoslavná kaple. U kostela stojí na osmiboké kamenné podezdívce se čtyřbokým dřevěným bedněním barokní zvonice z roku 1761, dílo J.J. Volkerta.
Poblíž kostela se nachází barokní fara z roku 1723, která se stala nejstarší zděnou stavbou v tehdy zcela dřevěném městě. Je to volná, jednopatrová stavba. Uvnitř se nachází obraz Klanění pastýřů od J. Fühlicha z roku 1817.
Jižně nad městem na místě zvaném „Na poušti“ je kaple sv. Jana Nepomuckého z roku 1769.